# Traian (okręg Satu Mare)
Traian – wieś w Rumunii, w okręgu Satu Mare, w gminie Doba. W 2011 roku liczyła 182 mieszkańców. 